# Taotie
Taotie (en xinès tradicional i simplificat: 饕餮; en pinyin: Tāotiè) és una de les "quatre criatures malignes del món" de l'antiga mitologia xinesa. En els texts clàssics xinesos com el "Clàssic de les muntanyes i els mars", el dimoni és nomenat juntament amb Hundun (混沌), Qiongqi (窮奇)i Taowu (梼杌). Són oposats a les "quatre criatures sagrades": Qing long (青龙) o Seiryū, a la mitologia japonesa, que és el drac atzur; Zhu que (朱雀) o Suzaku a la mitologia japonesa, que és el fènix vermelló; Bai hu (白虎) o Byakko a la mitologia japonesa, que és el tigre blanc; i Xuan wu (玄武) o el Genbu, que és la tortuga negre.

El taotie apareix sovint representat com a motiu ornamental als dings, que són vaixelles de bronzes per a rituals xinesos de la Dinastia Shang (1766-1046 aC) i Zhou (1046-256 aC). El disseny típicament consisteix en una màscara zoomorfa, descrita com a frontal, simètrica bilateralment, amb un parell d'ulls aixecats i normalment sense mandíbula inferior. Alguns acadèmics han argumentat que el disseny pot ser rastrejat fins a peces de jade trobades a assentaments neolítics pertanyents a la cultura Liangzhu (3310-225 aC). També hi ha una similitud notable amb els fragments de ceràmica pintada trobats a la zona cultural del Baix Xiajiadian (2200-1600 aC).

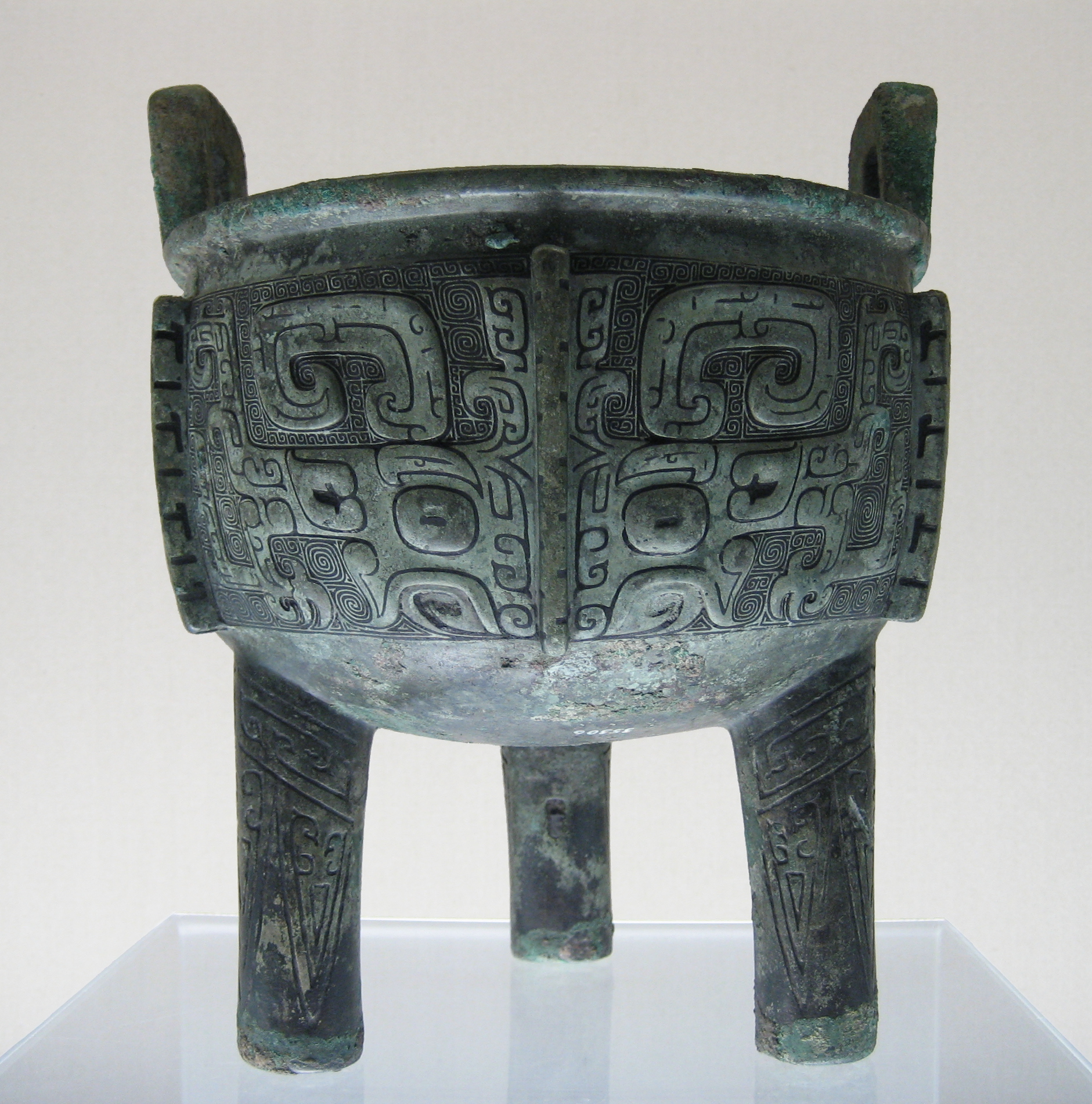
Motiu taotie a un ding de bronze de la Dinastia Shang al Museu de Shanghai.

## Etimologia
Tot i que els escolars moderns usen la paraula "Taotie", no sabem quin és el nom que les dinasties Shang i Zhou utilitzaven per designar les seves vaixelles de bronze. Com a paleògrafa i investigadora de la Xina antiga, Sarah Allan, s'adona que no hi ha cap raó en particular per suposar que el terme taotie era conegut durant el període Shang. El primer cop que trobem l'ús de Taotie és al Zuo Zhuan, una narrativa de la història de la Xina escrita en 30 capítols entre el 722 fins al 468 aC. S'utilitza per referir-se a una de les quatre criatures malignes del món (Xinès: 四凶; pinyin: sì xiōng; el fill avariciós i golafre del clan Jinyun, que va viure durant els temps del mític Emperador Groc (c.2698-2598aC). Al Zuo Zhuan, taotie és utilitzat per implicar "golafreria".

No obstant això, l'associació del concepte taotie és sinònim amb els motius trobats als antics bronzes Zhou i Shang. El passatge següent de les Cròniques de la Primavera i la Tardor de Lü Buwei: 

El taotie a bronzes [ding] dels Zhou té un cap però no un cos. Quan menja persones, no se les empassa, sinó que les fereix.

Malgrat tot, Allan creu que la segona part de l'oració hauria de ser traduïda com a continuació perquè l'associació entre la golafreria (el significat que li dona Zuo Zhuan) i l'ús dels dings pels menjars sacrificials als esperits "famolencs" de la mort es significant: 

Va devorar al home, però abans que pogués empassar-se'l, el seu propi cos es va malmetre. 
Li Zehou, un acadèmic xinès especialista en filosofia i història intel·lectual, interpreta que la descripció del taotie a les Cròniques de la Primavera i la Tardor gaudeix d'un significat molt més profund i que "el significat de 'taotie' no és [sobre] 'menjar persones' sinó sobre una comunicació misteriosa entre les persones i el Cel (déus)".

És difícil d'explicar que s'implica en això, com molts altres mites que concerneixen el taotie s'han perdut, però les indicacions que menja persones concorda completament amb l'expressió cruel i terrible. Pels clans i tribus alienes, simbolitzava por i força; pel propi clan o tribu, era un símbol de protecció. Aquest concepte religiós, aquesta naturalesa dual, va ser cristal·litzada amb els seus trets estranys i espantosos. El que sembla tan salvatge avui dia va tenir una qualitat històrica i racional durant els seus temps. És precisament per aquesta raó que els antics mites i llegendes salvatges, els contes de barbàrie i les obres artístiques crues, feroces i terribles dels antics clans posseïen un gust estètic important. De la mateixa manera que els poemes èpics d'Homer i les màscares africanes, també ho era amb el taotie, on els seus trets terribles eren una força històrica profundament assentada. És per aquesta irresistible força històrica que el misteri i el terror del taotie va esdevenir bell—exaltat.

## Motiu als bronzes

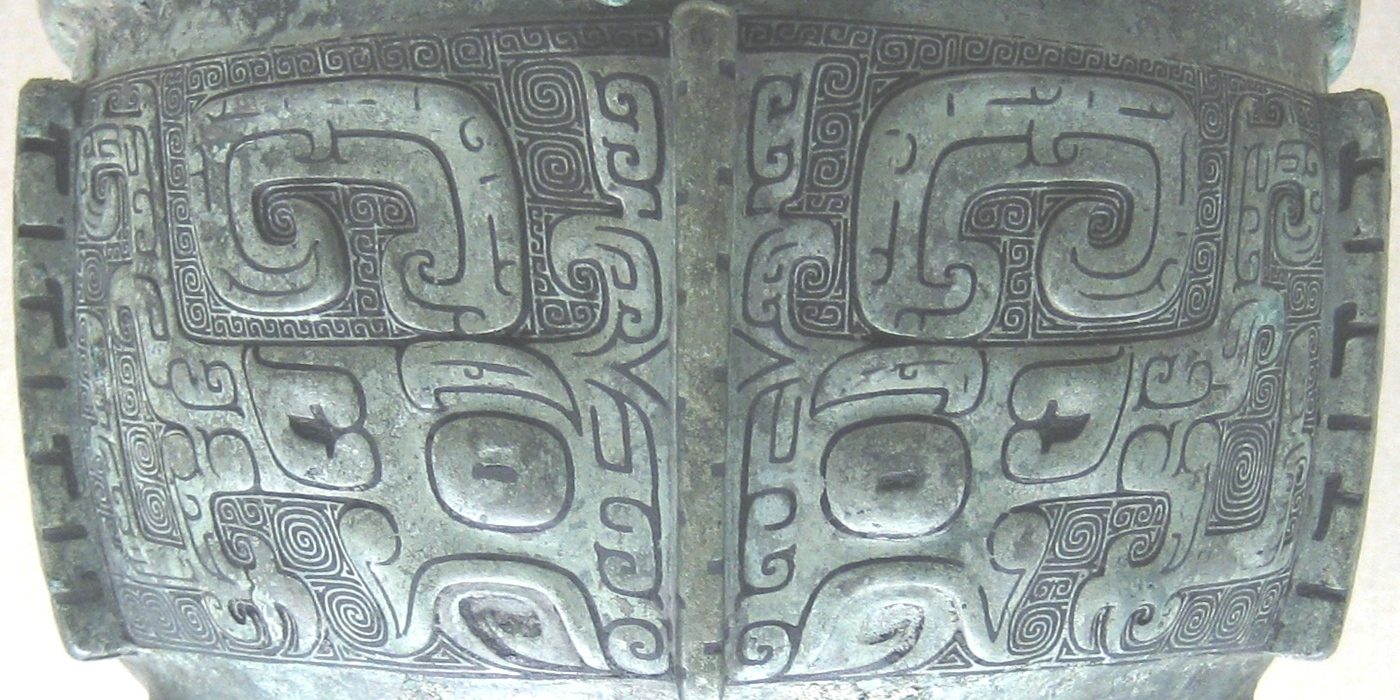
Motiu del taotie sobre un vas de bronze ding de finals de la Dinastia Shang.

Els estudiosos han estat indecisos sobre el significat, si és que en té cap, del disseny teriomorf, i encara no s'ha articulat cap resposta completament satisfactòria. Les hipòtesis varien des de la creença de Robert Bagley que el disseny és el resultat d'un procés de fusió, més que no pas tenir un significat iconogràfic; que l'expressió artística de l'artista que tenia el coneixement tecnològic sobre com fondre bronze, fins a teories que representen antigues màscares que potser havien estat portades per xamans o déus-reis esdevenint el vincle entre la humanitat i els ancestres.
S'havia debatut força sobre una creença popular que afirmaria que les cares representades d'animals (de bous, tigres, dracs, etc. pot ser que no representessin animals reals) eren les que es feien servir en cerimònies sacrificials, però aquesta teoria ha estat més o menys rebutjada. En l'actualitat, alguns acadèmics tendeixen cap a una interpretació que afirma que les cares posseeixen un significat en un context religiós o cerimonial, ja que els objectes on apareixen solen estar sempre associats a aquest tipus d'esdeveniments. Kesner afirma que "els estils artístics sempre comporten algun tipus de referència social" i, en el cas de les classes socials més baixes, aquestes màscares serien la personificació visual de la dinastia Shang. Tot i que les formes zoomorfes i representacions de monstres i esperits naturals no semblen haver tingut una posició central a la societat dels Shang, que estava dominada per la creença en els ancestres, pot ser que gradualment adquirissin certa importància com a referències visual d'allò supranatural; una forma d'aproximar elements de la religió Shang a la societat. Probablement, el taotie hauria tingut un significat més íntim i específic, almenys pels membres de l'elit, una imatge de caràcter apotropaic i auspiciós en contexts funeraris i religiosos. Resulta interessant veure com ni tan sols les inscripcions oraculars de la Dinastia Shang en fan referència ni parlen del significat del taotie.

## Interpretacions posteriors

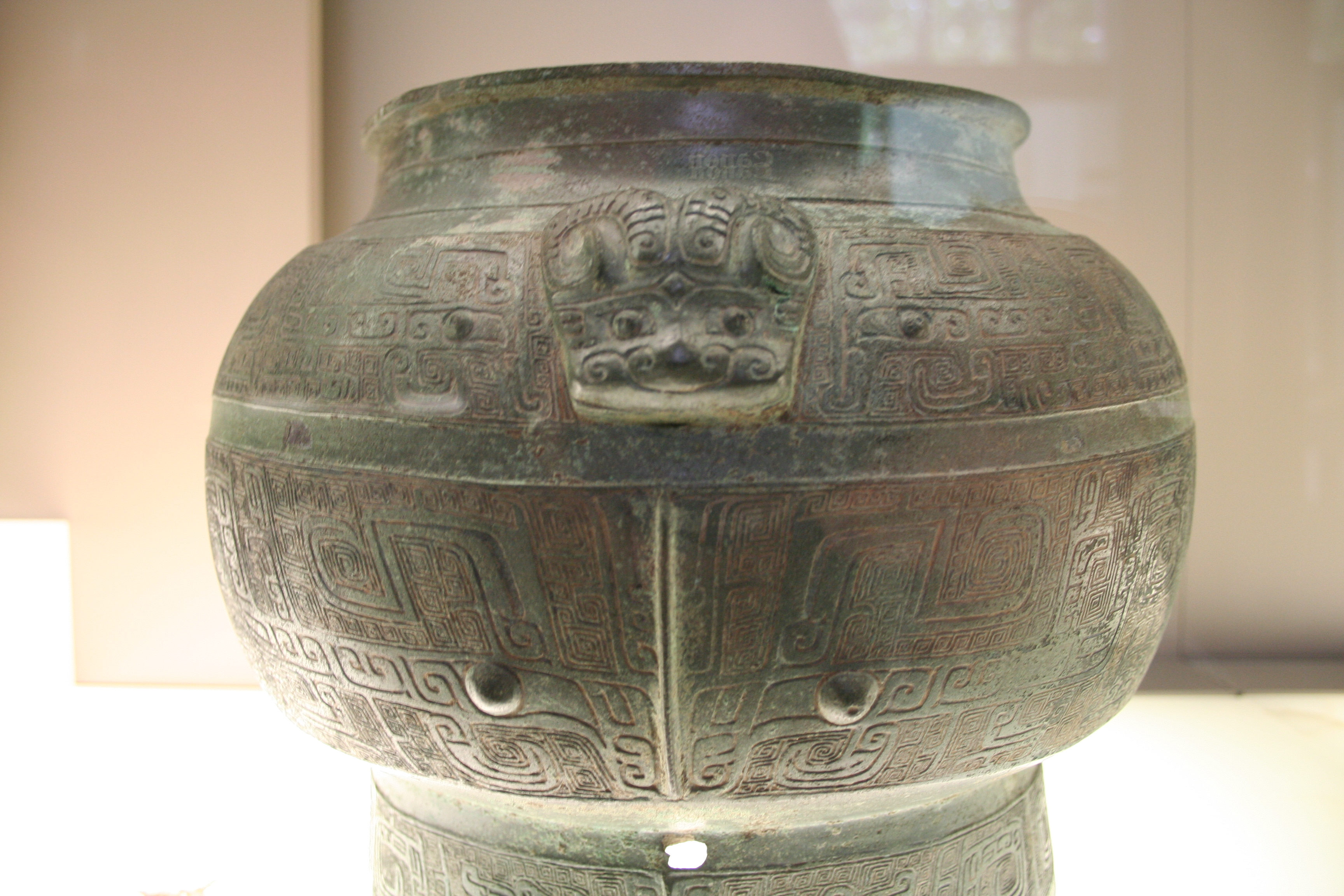
Un vas amb un disseny taotie del Museu Cernuschi (Paris, França)

Durant la Dinastia Ming, alguns intel·lectuals van recopilar una llista de motius tradicionals trobats a l'arquitectura i les arts decoratives, arribant a codificar-los en un llistat anomenat els Nou Fills del Drac (龍生九子). És la compilació més antiga coneguda d'aquest tipus. Val a dir que aquí les criatures encara no són anomenades "fills del drac", i en compten catorze en comptes de nou. Aquest llistat ens l'inclou Lu Rong (1436-1494) als seu treball Registres diversos des del jardí de fesols (菽園雜記, Shuyuan zaji). En aquest el taotie apareix amb una descripció bastant improbable, com una criatura que li agrada l'aigua i es representada als ponts. No obstant això, en una altra llista cèlebre dels Nou Fills del Drac facilitada aquest cop per en Yang Sheng (1488-1559) concorden les dues formes d'ús del terme, tant l'antic com el modern:
Al taotie li agrada menjar i beure; solia aparèixer a la superfície dels dings.—
Alguns investigadors creuen que el motiu del taotie és una referència al Chi You (蚩尤) i és utilitzat per servir com a advertència a la gent que cobeja poder i fortuna.
Al Llibre dels ésser imaginaris (1957) de Jorge Luis Borges la figura és interpretada com un monstre amb el cap de gos i un doble cos que representa l'avarícia i la golafreria.

## Cultura Popular
Els taotie (també, de vegades, anomenat "Tao Tei") són els antagonistes principals a la pel·lícula històric-fantàstica La Gran Muralla (2016). A la pel·lícula, són representats com a criatures extraterrestres de pell verda que caminen a quatre potes, amb dents esmolades, ulls localitzats a les espatlles, i el motiu taotie visible als seus caps. Es mostra com viuen en una societat similar a la de les formigues, i ataquen la capital de la Xina cada 60 anys per recol·lectar menjar per alimentar a la seva reina.
Taotie també és el nom d'un personatge enemic que és un facoquer a la sèrie animada Kung fu Panda: Llegendes increïbles (2011) de Dreamworks.
Taotie, Ombra del Yang Zing, és una criatura semblant a un drac del joc de cartes Yu-Gi-Oh.
Per acabar, també trobem un personatge amb el nom de Taotie com un dels Quatre Perills del Grandis a MapleStory, un joc online 2D.